# 1243
- Wikisource

| Calendário gregoriano                                                        | 1243 MCCXLIII                                        |
| Ab urbe condita                                                              | 1996                                                 |
| Calendário arménio                                                           | 692 – 693                                            |
| Calendário bahá'í                                                            | -601 – -600                                          |
| Calendário budista                                                           | 1787                                                 |
| Calendário chinês                                                            | 3939 – 3940 Início a 22 de janeiro (aproximadamente) |
| Calendário copta                                                             | 959 – 960                                            |
| Calendário etíope                                                            | 1235 – 1236                                          |
| Calendários hindus - Vikram Samvat - Calendário nacional indiano - Cáli Iuga | 1298 – 1299 1164 – 1165 4343 – 4344                  |
| Calendário Holoceno                                                          | 11243                                                |
| Calendário islâmico                                                          | 640 – 641                                            |
| Calendário judaico                                                           | 5003 – 5004                                          |
| Calendário persa                                                             | 621 – 622                                            |
| Calendário rúnico                                                            | 1493                                                 |
| Calendário solar tailandês                                                   | 1786                                                 |

1243 (MCCXLIII, na numeração romana) foi um ano comum do século XIII do Calendário Juliano, da Era de Cristo, e a sua letra dominical foi D (53 semanas), teve início a uma quinta-feira e terminou também a uma quinta-feira.
No reino de Portugal estava em vigor a Era de César que já contava 1281 anos.
| Ano completo                        |
| ----------------------------------- |
| Ano comum com início à quinta-feira |

## Eventos
- 20 de Junho - Início do pontificado do Papa Inocêncio IV.
- 26 de Junho - Batalha de Köse Dag: Vitória mongol sobre os turcos seldjúcidas.
- Bispos portugueses apresentam queixa ao Papa Inocêncio IV sobre a desordem reinante em Portugal, onde os oficiais régios abusariam da sua autoridade, perante a incapacidade de D. Sancho II exercer um papel conciliador.
- A celebração de Corpus Christi teve origem em 1243, em Liège, na Bélgica, no século XIII, quando a freira Juliana de Cornion teria tido visões de Cristo demonstrando-lhe desejo de que o mistério da Eucaristia fosse celebrado com destaque.

## Mortes
15 de Outubro - Santa Edwiges da Silésia (n. 1174).